# فومیهیکو ماچیدا
فومیهیکو ماچیدا (انگلیسی: Fumihiko Machida؛ زادهٔ ۱۷ مارس ۱۹۶۹) بدمینتون‌باز اهل ژاپن بود.